# Xiri jezik
Xiri jezik (cape hottentot, gri, grikwa, griqua, gry, xirikwa, xrikwa; ISO 639-3: xii), kojsanski jezik kojim govore pripadnici hotentotskog plemena Griqua u Južnoafričkoj Republici i Namibiji. Jedan je od tri jezika podskupine nama; 87 govornika u Južnoafričkoj Republici; sveukupno 180. (2000).

## Vanjske poveznice
- Ethnologue (14th)
- Ethnologue (15th)